# Чжан Юйпу
Чжан Юйпу (кит. 张雨浦, род. август 1962, Цзинань, Шаньдун) — китайский государственный и политический деятель, председатель Народного правительства Нинся-Хуэйского автономного района с мая 2022 года.
Ранее секретарь парткома КПК города Иньчуань (2021—2022), замсекретаря парткома КПК провинции Хэйлунцзян (2016—2021), глава парткомов КПК городов Муданьцзян (2015—2016) и Хэган (2013—2015), мэр Хэгана (2008—2013).
Депутат Всекитайского собрания народных представителей 12 и 13-го созывов. Член Центрального комитета Компартии Китая 20-го созыва.

## Биография
Родился в августе 1962 года в уезде Чанцин провинции Шаньдун.
После возобновления всекитайских государственных экзаменов поступил в 1980 году в Северо-Восточный аграрный институт (ныне Северо-Восточный сельскохозяйственный университет). В июле 1984 года вступил в Коммунистическую партию Китая, в том же месяце окончил институт с дипломом по специальности «механизация в сельском хозяйстве». Направлен по распределению в уезд Ланьси (провинция Хэйлунцзян) на завод по производству и ремонту сельскохозяйственной техники, где прошёл трудовой путь от рядового техника до заместителя директора завода. С августа 1985 по март 1986 гг. — директор авторемонтного завода в харбинском районе Хулань.
Политическую карьеру начал в марте 1986 года с назначения на должности заведующего хуланьским отделом Единого фронта и заместителя главы отдела по работе с Тайванем. В мае 1990 года переведён в отдел Единого фронта провинциального парткома КПК, в октябре 2000 года стал заместителем заведующего отделом Единого фронта провинции Хэйлунцзян.
В апреле 2004 года назначен заведующим Организационным отделом парткома КПК города Хэган — членом Постоянного комитета горкома КПК. Через пять месяцев повышен до заместителя секретаря горкома КПК, а в марте 2008 года дополнительно стал мэром Хэгана. В феврале 2013 года возглавил партком КПК города Хэган. В марте 2015 года переведён на аналогичную должность секретаря парткома КПК города Муданьцзян, одновременно занимал пост председателя городского Собрания народных представителей. В сентябре 2016 года назначен вторым по перечислению заместителем секретаря парткома КПК провинции Хэйлунцзян и главой рабкома комитета КПК по работе с органами прямого подчинения правительству провинции. Спустя три месяца вошёл в состав Постоянного комитета парткома КПК Хэйлунцзяна.
В августе 2021 года вступил в должность секретаря парткома КПК города Иньчуань и вошёл в состав Постоянного комитета парткома КПК Нинся-Хуэйского автономного района.
В начале мая 2022 года назначен временно исполняющим обязанности председателя правительства Нинся-Хуэйского автономного района. 21 мая 2022 года решением 6-й сессии Собрания народных представителей утверждён в должности председателя Народного правительства Нинся-Хуэйского автономного района.